# Kiongo (Kando)
Pour les articles homonymes, voir Kiongo.
Kiongo est une commune située dans le département de Kando de la province de Kouritenga dans la région du Centre-Est au Burkina Faso.